# Посен (Илиноис)
Посен (енгл. Posen) град је у америчкој савезној држави Илиноис.

## Демографија
По попису из 2010. године број становника је 5.987, што је 1.257 (26,6%) становника више него 2000. године.
| Група             | 2000.         | 2010.         |
| Белци             | 3.141 (66,4%) | 1.684 (28,1%) |
| Афроамериканци    | 413 (8,7%)    | 1.035 (17,3%) |
| Азијати           | 11 (0,2%)     | 26 (0,4%)     |
| Хиспаноамериканци | 1.087 (23,0%) | 3.171 (53,0%) |
| Укупно            | 4.730         | 5.987         |